# Ophiacantha metallacta
Ophiacantha metallacta is een slangster uit de familie Ophiacanthidae.
De wetenschappelijke naam van de soort werd in 1915 gepubliceerd door Hubert Lyman Clark.